# David Hodgson
David James Hodgson (Gateshead, 6 agosto 1960) è un allenatore di calcio ed ex calciatore inglese.

## Palmarès

### Club

#### Competizioni nazionali
- Charity Shield: 1

Liverpool: 1982
- Coppa di Lega inglese: 2

Liverpool: 1982-1983, 1983-1984
- Campionato inglese: 5

Liverpool: 1982-1983, 1983-1984

#### Competizioni internazionali
- Coppa dei Campioni: 1

Liverpool: 1983-1984